# Meščovsk
Meščovsk (rusky Мещовск) je město v Kalužské oblasti v Ruské federaci. Při sčítání lidu v roce 2010 měl přes čtyři tisíce obyvatel.

## Poloha a doprava
Meščovsk leží na Tureji, přítoku Velké Nigvy v povodí Žizdry. Od Kalugy, správního střediska oblasti, je vzdálen přibližně pětaosmdesát kilometrů jihozápadně.
Nejbližší železniční stanice je Kudrinskaja, která leží jednadvacet kilometrů východně od města na trati z Moskvy přes Brjansk do Kyjeva. Jen dvanáct kilometrů jihovýchodně od města prochází dálnice M3 z Moskvy přes Brjansk k rusko-ukrajinské státní hranici.

## Dějiny
Meščovsk je poprvé zmiňován v roce 1238 jako léno Černigovského knížectví. Jméno je baltského původu, příbuzné s lotyšským mežs – les.
V 15. století patřil Meščovsk do Litevského velkoknížectví, pak byl roce 1504 dobyt  Moskevským velkoknížectvím. V roce 1584 se ubránil obležení Krymskými Tatary a následně v období Smuty obležení vojsky Lžidimitrije II. V roce 1776 získává Meščovsk status města.
Za druhé světové války byl Meščovsk v rámci bitvy před Moskvou obsazen německou armádou 7. října 1941 a dobyt zpět Západním frontem Rudé armády 6. ledna 1942. 

### Rodáci
- Jevdokija Lukjanovna Strešněvová (1608–1645), carevna, manželka Michaila I. Fjodoroviče
- Nikolaj Konstantinovič Michajlovskij (1842–1904), sociolog, literární kritik a publicista
- Vjačeslav von Pleve (1846–1904), ministr vnitra
- Nikolaj Afanasjevič Kubjak (1881–1937), komunistický politik
- Nikolaj Timofejevič Gudcov (1885–1957), materiálový vědec